# Elaine Anderson
Elaine Anderson (Austin, 14 augustus 1914 – New York, 27 april 2003) was een Amerikaanse actrice en een van de eerste vrouwelijke Broadway-regie-assistenten. Ze is ook bekend onder de naam Elaine Scott en Elaine Steinbeck.

## Biografie

### Huwelijk en familie
Elaine Anderson werd geboren op 14 augustus 1914, haar ouders werkten in de olie-industrie.
Ze huwde op 21 februari 1934 met Zachary Scott (acteur) waarvan ze in 1949 scheidde. Samen hadden ze één dochter, Waverly Scott (24 januari 1936), ook bekend als Waverly Kaffage (vrouw van schilder Al Kaffage. Ze hertrouwde op 28 december 1950 met John Steinbeck (schrijver) die reeds twee zonen had uit zijn huwelijk met Gwyndolyn Conger, Thomas en John Jr. Steinbeck.
Ze had ook twee zussen, Jean Boone en Frances Atkinson.

### Elaine Anderson Scott
Elaine Anderson studeerde drama aan de University of Texas. Op 21 februari 1934 huwde ze met de acteur Zachary Scott die ze ontmoette toen ze beiden studeerden aan de University of Texas. Ze werkten enkele jaren samen bij het Austin Little Theatre. Rond 1940 verhuisden ze naar het oosten. Alfred Lunt en Lynn Fontanne hadden hen aanbevolen bij Lawrence Langner, medeoprichter van The Theater Guild te New York. Het resultaat was een zomerjob bij het Westport Country Playhouse in Connecticut.
In tegenstelling tot haar man Zachary had Elaine nooit succes als actrice. Daardoor begon ze te werken voor The Theater Guild, waar ze zich toelegde op de technische aspecten van theaterproducties, zodat haar man zijn acteercarrière verder kon uitbouwen.
In het najaar van 1944 verhuisde Elaine naar Hollywood met haar echtgenoot Zachary, die een zevenjarig contract had getekend bij Warner Brothers.
Zij werd de replacement assistent stage manager (eerste regieassistent), een van de eerste vrouwen die deze positie bekleedde, bij de originele Broadwayproductie “Oklahoma” in 1943. Kort daarna mocht ze de organisatie en supervisie op zich nemen van de nationale tour van “Othello” met Paul Robeson en Uta Hagen.
Anderson bleef actief in het theater tot aan haar huwelijk met John Steinbeck in 1950 en nam de draad weer op na Johns dood.
Ze zou ook kleine rollen hebben in drie B-films in 1944, A Night of Adventure (secretaresse), Seven Days Ashore (meisje in band) en Step Lively (onbelangrijke rol).

### Elaine Anderson Steinbeck
Elaine ontmoette schrijver John Steinbeck tijdens een bezoek aan Californië in 1950. Ze trouwden nog datzelfde jaar op 28 december. In 1955 kochten ze een zomerhuis in Sag Harbor, een oude vissershaven aan de oostkust, twee uur ten oosten van New York. Het was de lievelingsplek van John. Sag Harbor was een compromis.  John haatte de stad, de enige stad die hem kon bekoren was San Francisco. Elaine hield meer van Manhattan, ze voelde zich aangetrokken tot de stad en het mondaine leven. Ze was onder meer bevriend met Lady Bird Johnson, de vrouw van een invloedrijke senator en de latere president Lyndon B. Johnson. Afwisselend verbleven ze op beide plaatsen.
Ze was ook bestuurslid van The Bay Street Theater in Sag Harbor.
Hun privéleven werd zorgvuldig afgeschermd voor de buitenwereld. Zowel Elaine als John waren regelmatig samen dronken, met talrijke stemmingswisselingen en ruzies tot gevolg. De latere gezondheidsproblemen van John waren mede het gevolg van zijn alcoholgebruik en speedverslaving.
Elaine was de steun en toeverlaat van John. Ze verzette zich tegen zijn reis door Amerika (1960) omwille van zijn gezondheidsproblemen. John wilde vooral weg van de betutteling van zijn vrouw en wilde zich verzetten tegen zijn lichamelijke aftakeling. Uiteindelijk zouden ze ongeveer de helft van de twee en een half maanden durende reis samen optrekken. Ze was ook zijn inspiratiebron voor de titel van zijn boek Travels with Charley: In Search of America, waarin John deze reis beschreef.
John liet na zijn dood in 1968 al zij werken en bezittingen na aan Elaine, zijn beide zoons kregen beiden 50 000 $, over de auteursrechten werd niets gezegd. Dit leidde kort na zijn dood tot enkele juridische schermutselingen tussen Elaine en haar stiefzoons.
Als executeur van de nalatenschap van Steinbeck, zorgde Elaine ervoor dat zijn boeken nog steeds werden gedrukt en ze promootte ook boeken over hem.
Ze was ook actief in het Steinbeck Research Center in San Jose State University in Californië en schonk hun en de Stanford University een archief van meer dan 200 brieven die Steinbeck ontving van John F. Kennedy, Harry Truman, Carl Sandburg, Alice B. Toklas, Ingrid Bergman en anderen. Zijn persoonlijke brieven bewerkte ze samen met Robert Wallsten en werden uitgegeven in Steinbeck: A life in Letters, een uitstekende bron voor iedereen die zich interesseert voor John Steinbeck.

### Overlijden
Elaine stierf op 88-jarige leeftijd een natuurlijke dood op 27 april 2003 in Manhattan. Haar urn werd bijgezet bij deze van John Steinbeck en zijn ouders en grootouders van moeders zijde in de Garden of Memorial Park in Salinas (Californië). Ze liet haar dochter Waverly Scott Kaffaga, haar stiefzoon Thomas Steinbeck, vier kleinkinderen en twee zussen, Jean Boone en Frances Atkinson na.
Na haar dood kwam het huis in Sag Harbor in het bezit van Elains zus. Haar hele vermogen, inclusief de rechten op Steinbecks boeken, liet ze, in strijd met de wil van John, na aan haar dochter Waverly, haar twee zussen en kleinkinderen. Dit leidde tot een verwoede juridische strijd om haar nalatenschap tussen haar stiefzoon Thomas en haar eigen familie.